# Ronde van Tsjechië 2010
De Ronde van Tsjechië 2010  was de eerste editie van deze meerdaagse etappekoers. De ronde begon op zaterdag 8 juli en eindigde een 4 dagen later, op 11 juli. Eindwinnaar werd Leopold König.

## Etappe-overzicht
| etappe  | datum   | start   | finish    | afstand  | winnaar         | klassementsleider |
| ------- | ------- | ------- | --------- | -------- | --------------- | ----------------- |
| Proloog | 8 juli  | Olomouc | Olomouc   | 3.1 km   | André Schulze   | André Schulze     |
| 2e      | 9 juli  | Olomouc | Prostějov | 144 km   | Leopold König   | Leopold König     |
| 3e      | 10 juli | Výsluní | Uničov    | 139.5 km | René Obst       | Leopold König     |
| 4e      | 11 juli | Olomouc | Olomouc   | 145 km   | Alois Kaňkovský | Leopold König     |

## Eindklassementen

### Algemeen klassement
| Plaats    | Naam           | Ploeg                     | Tijd |
| --------- | -------------- | ------------------------- | ---- |
| Gele trui | Leopold König  | PSK Whirlpool-Author      |      |
| 2         | Tomáš Bucháček | PSK Whirlpool-Author      |      |
| 3         | Michal Kadlec  | CK Príbram B.E.I.         |      |
| 4         | Bart Wellens   | Telenet-Fidea             |      |
| 5         | Adam Homolka   | WSA - Viperbike Kärnten   |      |
| 6         | Sergej Fuchs   | Team Nutrixxion Sparkasse |      |
| 7         | Ondrej Vobora  | AC Sparta Praha           |      |
| 8         | Roman Bronis   | AC Sparta Praha           |      |
| 9         | Martin Hebik   | PSK Whirlpool-Author      |      |
| 10        | Dirk Müller    | Team Nutrixxion Sparkasse |      |
|           |                |                           |      |
| 26        | Daan de Groot  | Line Lloyd Footwear       |      |

2010 · 2011 · 2012 · 2013 · 2014 · 2015 · 2016 · 2017 · 2018 · 2019 · 2020 · 2021 · 2022 · 2023 · 2024